# Roeien op de Olympische Zomerspelen 2016 – Dubbel-twee mannen
De dubbel-twee mannen op de Olympische Zomerspelen 2016 vond plaats van zaterdag 6 tot en met donderdag 11 augustus 2016. Regerend olympisch kampioen waren Nathan Cohen en Joseph Sullivan uit Nieuw-Zeeland, die in Rio de Janeiro hun titel niet verdedigden. De competitie bestond uit meerdere ronden, beginnend met de series en herkansingen om het deelnemersveld van de halve finales te bepalen. Er werden twee halve finales geroeid. Alleen de roeiers in de tweede halve finale deden nog mee om de medailles; de deelnemers aan de eerste halve finale vielen al eerder af. Zij raceten nog om zo de totale ranglijst te kunnen vaststellen. Concluderend moest een duo in zijn serie bij de eerste drie eindigen (of bij de eerste drie in de herkansing), en in de halve finale bij de eerste drie om de A-finale te bereiken.
De series vonden plaats op zaterdag 6 augustus 2016, een dag later gevolgd door de herkansingen. De halve finales werden geroeid op dinsdag 9 augustus, gevolgd door de finales op donderdag 11 augustus 2016.

## Resultaten

### Series
De beste drie duo's van elke serie plaatsen zich voor de halve finale. De drie overige duo's proberen in de herkansingen zich alsnog te kwalificeren.

#### Serie 1
| rang | naam                               | land             | tijd    |   |
| ---- | ---------------------------------- | ---------------- | ------- | - |
| 1    | Robbie Manson Chris Harris         | Nieuw-Zeeland    | 6:40.35 | Q |
| 2    | Aleksandar Aleksandrov Boris Yotov | Azerbeidzjan     | 6:40.52 | Q |
| 3    | Francesco Fossi Romano Battisti    | Italië           | 6:42.33 | Q |
| 4    | Jonathan Walton John Collins       | Groot-Brittannië | 6:43.93 | H |
| 5    | Eduardo Rubio Adrián Oquendo       | Cuba             | 6:52.20 | H |

#### Serie 2
| rang | naam                               | land      | tijd    |   |
| ---- | ---------------------------------- | --------- | ------- | - |
| 1    | Mindaugas Griškonis Saulius Ritter | Litouwen  | 6:29.11 | Q |
| 2    | Kjetil Borch Olaf Tufte            | Noorwegen | 6:30.58 | Q |
| 3    | Marcel Hacker Stephan Krüger       | Duitsland | 6:31.85 | Q |
| 4    | Georgi Bozhilov Kristian Vasilev   | Bulgarije | 6:44.31 | H |

#### Serie 3
| rang | naam                              | land      | tijd    |   |
| ---- | --------------------------------- | --------- | ------- | - |
| 1    | Martin Sinković Valent Sinković   | Kroatië   | 6:30.09 | Q |
| 2    | Hugo Boucheron Matthieu Androdias | Frankrijk | 6:33.03 | Q |
| 3    | David Watts Chris Morgan          | Australië | 6:36.39 | Q |
| 4    | Marko Marjanovic Andrija Sljukic  | Servië    | 7:07.29 | H |

### Herkansing
De beste drie duo's plaatsten zich voor de halve finales.
| rang | naam                             | land             | tijd    |   |
| ---- | -------------------------------- | ---------------- | ------- | - |
| 1    | Jonathan Walton John Collins     | Groot-Brittannië | 6:19.60 | Q |
| 2    | Georgi Bozhilov Kristian Vasilev | Bulgarije        | 6:20.56 | Q |
| 3    | Marko Marjanovic Andrija Sljukic | Servië           | 6:20.62 | Q |
| 4    | Eduardo Rubio Adrián Oquendo     | Cuba             | 6:21.52 |   |

### Halve finales
De beste zes roeiers van de halve finales plaatsten zich voor de A-finale, waarin de medailles verdeeld werden. De verliezers in de halve finales gingen op voor de B-finale.

#### Halve finale 1
| rang | naam                             | land             | tijd    |   |
| ---- | -------------------------------- | ---------------- | ------- | - |
| 1    | Martin Sinković Valent Sinković  | Kroatië          | 6:12.27 | Q |
| 2    | Kjetil Borch Olaf Tufte          | Noorwegen        | 6:13.50 | Q |
| 3    | Jonathan Walton John Collins     | Groot-Brittannië | 6:13.83 | Q |
| 4    | Robbie Manson Chris Harris       | Nieuw-Zeeland    | 6:17.01 | B |
| 5    | David Watts Chris Morgan         | Australië        | 6:19.36 | B |
| 6    | Georgi Bozhilov Kristian Vasilev | Bulgarije        | 6:47.00 | B |

#### Halve finale 2
| rang | naam                               | land      | tijd    |   |
| ---- | ---------------------------------- | --------- | ------- | - |
| 1    | Mindaugas Griškonis Saulius Ritter | Litouwen  | 6:14.61 | Q |
| 2    | Francesco Fossi Romano Battisti    | Italië    | 6:15.24 | Q |
| 3    | Hugo Boucheron Matthieu Androdias  | Frankrijk | 6:16.15 | Q |
| 4    | Marcel Hacker Stephan Krüger       | Duitsland | 6:18.32 | B |
| 5    | Marko Marjanovic Andrija Sljukic   | Servië    | 6:27.66 | B |
| 6    | Aleksandar Aleksandrov Boris Yotov | Bulgarije | 6:37.49 | B |

### Finales
In twee finales werd de totale eindranglijst opgesteld.

#### Finale B
| rang | naam                               | land          | tijd    |  |
| ---- | ---------------------------------- | ------------- | ------- |  |
| 7    | David Watts Chris Morgan           | Australië     | 6:58.11 |  |
| 8    | Marcel Hacker Stephan Krüger       | Duitsland     | 6:58.86 |  |
| 9    | Georgi Bozhilov Kristian Vasilev   | Bulgarije     | 7:00.85 |  |
| 10   | Marko Marjanovic Andrija Sljukic   | Servië        | 7:03.13 |  |
| 11   | Robbie Manson Chris Harris         | Nieuw-Zeeland | 7:06.80 |  |
| 12   | Aleksandar Aleksandrov Boris Yotov | Azerbeidzjan  | 7:24.03 |  |

#### Finale A
| rang   | naam                               | land             | tijd    |  |
| ------ | ---------------------------------- | ---------------- | ------- |  |
| Goud   | Martin Sinković Valent Sinković    | Kroatië          | 6:50.28 |  |
| Zilver | Mindaugas Griškonis Saulius Ritter | Litouwen         | 6:51.39 |  |
| Brons  | Kjetil Borch Olaf Tufte            | Noorwegen        | 6:53.25 |  |
| 4      | Francesco Fossi Romano Battisti    | Italië           | 6:57.10 |  |
| 5      | Jonathan Walton John Collins       | Groot-Brittannië | 7:01.25 |  |
| 6      | Hugo Boucheron Matthieu Androdias  | Frankrijk        | 7:02.06 |  |